# 지아니 박
지아니 박은 대한민국의 크리에이티브 디렉터, 기업인이다.
2004년 조PD의 음반 프로듀서로, 2006년 브랜드 하바이아나스 패션 크리에이티브 디렉터로 데뷔했으며 현재는 씨아니밴코 대표이사 로 재직중이다.

## 학력
- 중앙대학교 연극영화학과 학사 졸업
- 중앙대학교 예술대학원 공연영상예술학과 석사 졸업

## 경력
지아니 박은 음악, 패션을 주 범주로 비교적 문화장르들의 경계없이 창업을 해온 크리에이티브 디렉터 이자 기업인이다.
2000년대 초반 작곡가로 데뷔해 2005년 음악레이블 타타 컴퍼니를 설립 조PD, 레이제이, 공명정대, 타타클랜 등의 한국 힙합 뮤지션들의 앨범을 제작, 프로듀싱 했다.
2006년 캐릭터 브랜드 사쿤(SAKUN)과의 협업 이후, 글로벌 패션브랜드 Havaianas(하바이아나스)의 문화 컨텐츠 디렉터로 패션업계에 등장했고,
2009년 런칭한 온라인 패션몰 러밴덩은 아역배우 출신 김희정이 소속된 엔터테인먼트사 (씨아니밴코)를 함께 운영, 소녀 아역 배우 에서 여배우로서 성장해나가는 7년 동안의 과정을 담은 컨텐츠를 패션 요소와 함께 융합하여 쇼핑 플랫폼을 넘어 문화적 결합을 시도한 성공사례 로서 이후 세대 온라인 쇼핑 플랫폼 시장에 많은 영향을 끼친것으로 평가 받는다.
2015년 부터 활동 중단을 선언한 2018년 까지 그가 런칭한 패션 브랜드 Billion Dollar Babes (빌리언달러에비이비즈)는 동물보호 캠페인 'Don't killed the rabbit'을 전개, 박재범, 소녀시대, 트와이스등 다수의 K-pop 아티스트들의 지지를 받으며 K-pop 대표 패션 브랜드 중 하나로 자리 잡았다.
그외 건양대학교 문화산업대 겸임교수로 재직하고, (주)소리바다, (주)NHN고도소프트, (주)CJ오쇼핑등 국내외 기업들의 브랜드 전략 기획 협업을 했다.
또 배우활동을 병행하였는데, 1995년 KBS드라마 장녹수의 임금 중종역  으로, 2000년 KBS 대하사극 태조왕건에서 왕건의 점술가 최지몽 역으로 출연하였으며, 두 작품 모두 방송3사 시청률 1위를 기록하였다.

## 연기 활동

### 드라마
- 《태조 왕건》(KBS, 2000년~2002년) - 최지몽 역
- 《장녹수》(KBS, 1995년 ~ 1995년) - 중종 역